# Perri Domenico

## Biografie
Domenico Perri (15 noiembrie 1981, Catanzaro, Calabria, Italia) este un creator de modă din Italia. Este singurul creator de modă care se ocupă personal de toate aspectele prezentărilor sale, începând de la design, scenariu, scenografie, shooting, coloană sonoră, stil și este singurul stilist care se ocupă personal de filmarea colecției sale cu telefonul mobil (iPhone). Nu folosește fotografi și se ocupă în totalitate de branding-ul colecțiilor sale. În luna Martie a anului 2022 a organizat o prezentare de modă în scop caritabil din care piesele vestimentare realizate pentru eveniment au fost licitate iar strângerile au fost donate pentru fetele și femeile din România prin a susține ateliere de educație dar și refugiații din Ucraina. Recunoscut pentru crearea unei colecții de haine care nu au nevoie de accesorii, numit de el: Wearable Art. Este adesea contactat și intervievat de presă, reviste naționale și internaționale pentru felul unic de a crea haine și pentru stilul său de viață nonconformist. Domenico Perri este CEO-ul Dom Perri, marca de haine și accesorii pentru bărbați și femei, realizată după numele bunicului său, Dom Perri de la Domenico Perri, site-ul web official www.domperri.it.
In 2010 a fost menționat pentru crearea primei francize în dropshipping online în revista italiana Millionaire, dar și în ziare internaționale, cum ar fi revista Times.

În 2019 a început o colaborare cu Dana Savuica care a declarat în 2021 "Acum pregatesc o colectie luxury de costume de baie si accesorii de plaja cu brandul italian DomPerri1981, casa de modă a creatorului de modă Domenico Perri". 

## Premii obținute
De-a lungul carierei sale a primit numeroase premii: 
Miglior Designer - de multe ori
Premio miglior prodotto- de doua ori
Premio miglior creatore Bespoke in Italia - de două ori
Millionaire și multe altele.

## Interviuri | Publicații
- Casa de Vedeta Kanal D: Casa de Vedeta Kanal D
- Revista Famost.ro: Revista Famost.ro
- Casa de Vedeta Kanal D: Casa de Vedeta Kanal D
- Dana Săvuică și Domenico Perri: Sfaturi pentru un stil impecabil Kanal D: Sfaturi pentru un stil impecabil[4]
- Domenico Perri ne propune gențile de paie ca accesoriu pentru vară: Vorbeste Lumea PRO TV
- O nouă colecție ”capsulă” Kanal D: Colectie Capsula
- Istoria Luxului: Realitatea Stiri
- Domenico Perri ne prezinta cele mai cool pijamale: Vorbeste Lumea PRO TV
- Stirile Kanal D (24.04.2022) - Pastele ortodox in stil italian! | Casa de vedeta: Casa de Vedeta Kanal D

## Fashion Shows
- 2010 Milano Fashion: Collezione Irresistible
- 2011 London Fashion: Collezione The Art of dressing
- 2019 Hong Kong Fashion: Collezione L'Amore
- 10 ani Sibiu Fashion Days: Collezione Werable Art 2021
- Gentleman cu stil Podcast: Gentleman cu stil
- 2021 prezentare de moda "A Suit Menlike" London Fashion Week: Collezione Werable Art 2021
- 2022 prezentare de moda Le Donne, 9 martie 2022 per un charity event: Impreuna pentru fete, prezentare de moda[nefuncțională – arhivă]

## Social media
- Domenico Perri pe Instagram
- Dom Perri pe Instagram